# Николай Николов (футболист, р. 1974)
 Тази статия е за футболиста.  За актьора вижте Николай Николов (актьор).  
Николай Николов е български футболист, офанзивен полузащитник.

## Биография
Роден е на 26 август 1974 г. в Пловдив. Играл е за Спартак (Пловдив), ЦСКА, Пирин, Берое и Рилски спортист. В А група има 74 мача и 14 гола. Шампион и носител на купата на страната през 1997 г. с ЦСКА. За младежкия национален отбор има 6 мача.

## Статистика по сезони
- Спартак (Пд) – 1993/94 – Б група, 16 мача/3 гола
- Спартак (Пд) – 1994/95 – А група, 23/6
- Спартак (Пд) – 1995/96 – А група, 28/6
- Спартак (Пд) – 1996/ес. - Б група, 14/2
- ЦСКА – 1997/пр. - А група, 5/1
- Пирин – 1997/98 – Б група, 21/2
- Пирин – 1998/99 – А група, 18/1
- Берое – 2000/пр. - Б група, 9/1
- Спартак (Пд) – 2000/01 – В група, 26/5
- Спартак (Пд) – 2001/02 – В група, 14/2
- Спартак (Пд) – 2002/03 – В група, 27/6
- Рилски спортист – 2004/пр. - Б група, 8/0